# Territori Antàrtic Xilè
Territori Xilè Antàrtic o Antàrtica Xilena són els noms que a Xile es dona a un sector de l'Antàrtida entre els meridians 53° O i 90° O. La zona és reclamada per la República de Xile com a part integrant del seu territori i se superposa parcialment amb les àrees reclamades per Argentina (Antàrtida Argentina), entre els meridians 53° O i 74° O al sur del paral·lel 60° S i pel Regne Unit (Territori Antàrtic Britànic), entre els meridians 53° O i 80° O al sur del mateix paral·lel.